# Maurice Pope (Altphilologe)
Maurice Wildon Montague Pope (* 17. Februar 1926 in London; † 1. August 2019 in Oxford) war ein britischer Klassischer Philologe. Sein Spezialgebiet war die Erforschung der kretischen Schrift (Linear A).
Maurice Pope studierte an der Cambridge University. Seit 1949 arbeitete er als wissenschaftlicher Assistent am Lehrstuhl für Klassische Philologie der Universität Kapstadt (UCT), wurde dort 1952 Dozent und 1957 zum Hochschulprofessor berufen. Im Jahr 1957 übernahm er in Nachfolge von George Patrick Gould, der ebenfalls die Universität Cambridge absolviert hatte, die Position des Leiters des Lehrstuhls für Klassische Philologie. Gemeinsam mit dem später berühmten Altphilologen Gould veröffentlichte er mehrere Artikel über die minoische Linearschrift A.
Neben der Sprachwissenschaft war Pope an der Archäologie interessiert. Er nahm an archäologischen Expeditionen teil, darunter 1954 an einer Unterwasser-Expedition der British School at Athens, eines der archäologischen Auslandsinstitute in Athen, in der Nähe von Chios.
1960 war er Dekan der Fakultät für Geisteswissenschaften an der Universität Kapstadt.
Bereits 1959 wandte er sich in einem Zeitschriftenartikel (Universities in Ethnasia) gegen die Verhinderung einer Bantu-sprachigen Universität, die aus dem University College of Fort Hare hervorgehen sollte, durch südafrikanische Apartheidspolitiker. Im August 1968 trat er von seinem Amt zurück und verließ aus Protest die Universität in Cape Town, da er gegen die starke Einmischung der rassistischen Regierung in die Universitätspolitik war. So hatte die damalige Regierung die Universitätsverwaltung gezwungen, das Angebot einer Stelle an den schwarzen Sozialanthropologen Archie Mafeje, zurückzuziehen, was auch zu ersten studentischen Massenprotesten führte. Danach wechselte Maurice Pope an die Oxford University.
In den 1980er Jahren veröffentlichte er in Zusammenarbeit mit Jacques Raison ein Corpus der Inschriften der minoischen Linearschrift A.

## Schriften
- The Story of Archaeological Decipherment.: From Egyptian Hieroglyphs to Linear B. Scribner, New York 1975.[5]
  - Deutsche Ausgabe: Die Rätsel alter Schriften. Hieroglyphen, Keilschrift, Linear B. Lübbe, Bergisch Gladbach 1978, ISBN 3-7857-0221-3. (Übersetzerin: Anita Rieche). - Anderer Titel: Das Rätsel der alten Schriften. 1990.
  - Überarbeitete Ausgabe: The Story of Decipherment. From Egyptian Hieroglyphs to Maya Script. Thames and Hudson, London 1999, ISBN 0-500-28105-X.
- mit Jacques Raison: Corpus transnuméré du Linéaire A. Louvain 1980.